# Ablautus californicus
Ablautus californicus là một loài ruồi trong họ Asilidae. Ablautus californicus được Wilcox miêu tả năm 1935. Loài này phân bố ở vùng Tân Bắc giới.